# همت بستکی
 همت بستکی  فرزند یوسف (۱۲۳۶ - ?) خورشیدی، از شعراء معروف منطقهٔ شهرستان بستک هرمزگان در جنوب ایران بود. نام کامل وی: ( شیخ عبدالرحمن بن شیخ یوسف همت بستکی )، متخلص به  همت بستکی ..

## زندگی
«همت بستکی» به سال ۱۲۳۶ خورشیدی در شهر بستک به دنیا آمد. تحصیلاتش را نزد برادرش شیخ اسحق تکمیل کرد و از او که استاد و مرشدش بود طریقت گرفت. وی در کتاب ترجمهٔ «مولود برزنجی» به این امر چنین اشاره می‌کند:
| وین مرشد بنده شیخ اسحق |  | سر دفتر عاشقان مشتاق   |
| بر مقصد صدق جاش فرما   |  | بر علم و کمال وی بیفزا |

## اهل علم و عرفان
آه مظلوم
| هر که بیداد را شعار کند |  | عاقبت بر سرش رود بیداد   |
| مشو ایمن ز داد مظلومان  |  | که خداوند از تو گیرد داد |
| عرش در لرزه آید و کرسی  |  | چونکه مظلوم بر زند فریاد |
| آه مظلوم خرمنت سوزد     |  | ساز اندیشه و مکن بیداد   |

«همت»   اهل علم  و عرفان  بود و در سن پانزده سالگی سرودن اشعار دیوانش را که شامل: قصیده، غزل، مثنوی، دوبیتی، ترجیعات، رباعی  و معما  می‌باشد شروع کرد. دو کتاب شرح اسماء الله و ترجمهٔ  مولود برنجی از آثار ارزشمند همت بستکی است که به کوشش آقای محمد مدنی چاپ و منتشر شده‌است.

## آثار
- شرح اسماء الحسنی
- گلزار عشق
- دیوان غزلیات
- همت بستکی در قلمرو شعر وادبیات فارسی به کوشش تصحیح وقلم محمد طیب هوشمند بستکی[۵]

| از آه به سینه، شعله اندوخته‌ایم |  | ز آن شعله متاع، عافیت یافته‌ایم    |
| نه بیم زدوزخ، نه تمنای بهشت    |  | از هرچه جز اوست، دیده بر دوخته‌ایم |

## نمونهٔ اشعار
| بی گل رویت چو بلبل ناله وافغان کنم  |  | همچو گل هردم گریبان چاک تادامان کنم      |
| عید قربان آمد ای دلبر منم قربانیت   |  | روی بنما تاترا جان وسرم قربان کنم        |
| گر گذاری ناوری اندر خراب آبادِ ما    |  | من زسیل اشک چشمم خانه‌ها ویران کنم        |
| گر روی در منزل غیر من ای زیبا صنم   |  | در ره أت صدجو روان از دیدهٔ گریان کنم     |
| گر بریزی خون من جانا به شمشیر جفا   |  | من حلالت همچو شیر مادر ای فتّان کنم       |
| کن گذاری برسرم ای دلبر گل پیرهن     |  | تا قدومت را دوچشم خود گهر افشان کنم      |
| ای نسیم عنبرین بویی ز انفاسش بیار   |  | تا ببوی گل سحرگه رو سُویِ بستان کنم        |
| بی رخت تابی ندارم زانکه بردی تاب من |  | چون توانم برده‌ای، بی توان نتوان کنم      |
| برده‌ای صبر وقرارم من ندارم طاقتی    |  | خود بگو، چون این ندارم، کی توانم آن کنم؟ |

## فهرست منابع و مآخذ
- ویکی‌پدیای عربی
- محمدیان، کوخردی، محمد،  «شهرستان بستک و بخش کوخرد» ، ج۱. چاپ اول، دبی: سال انتشار ۲۰۰۵ میلادی.
- همت بستکی در قلمرو شعر وأدبیات فارسی، چاپ واتشار سال ۱۴۱۷ هجری قمری، ۱۹۹۷ میلادی به کوشش تصحیح و قلم محمد طیب هوشمند بستکی .
- سلامی، بستکی، احمد.  (بستک در گذرگاه تاریخ)  جلد دوم چاپ اول، ۱۳۷۲ خورشیدی.
- بالود، محمد.  (فرهنگ عامه در منطقه بستک)   ناشر همسایه، چاپ  زیتون، انتشار سال ۱۳۸۴  خورشیدی.